# Carya aquatica
Carya aquatica är en valnötsväxtart som först beskrevs av Michx. f., och fick sitt nu gällande namn av Thomas Nuttall. Carya aquatica ingår i släktet hickory, och familjen valnötsväxter. Inga underarter finns listade i Catalogue of Life.